# Steppa desertica del bacino dei Grandi laghi

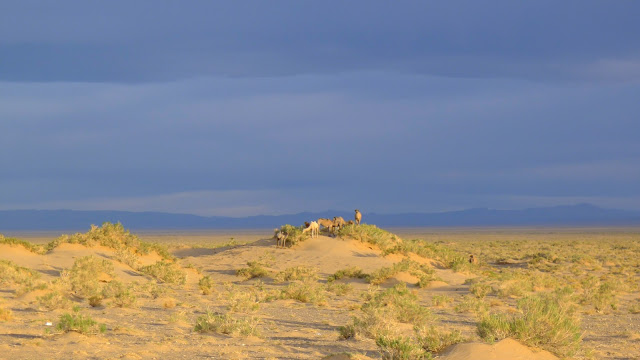
Depressione di Sharga

La steppa desertica del bacino dei Grandi laghi è una ecoregione terrestre della ecozona paleartica appartenente al bioma dei Deserti e macchia xerofila (codice ecoregione: PA1316) che si sviluppa per circa 157.706 km² nell'Asia centrale, fra la Siberia meridionale e il nord della Mongolia.
L'ecoregione fa parte dell'ecoregione globale denominata Foreste montane dei Monti Altai-Saiani, inclusa nella lista Global 200.
Lo stato di conservazione è considerato vulnerabile.

## Territorio
La regione si sviluppa nella depressione dei Grandi Laghi circondata dalle montagne degli Altai a nord-ovest, ovest e sud-ovest, Khangai a est e sud-est e i Tannu-Ola a nord. Ha una lunghezza di circa 620 km in direzione nord-sud ed una larghezza in direzione est-ovest che va da circa 400 km a nord a circa 200 km a sud. La gran parte della regione si trova nella Mongolia nord-occidentale, con una piccola parte nella Repubblica di Tuva in Russia.
Il bacino, che drena un'area importante dell'Asia centrale, contiene alcuni fra i più grandi laghi della Mongolia: Uvs Nuur, Hjargas nuur e Dôrgôn nuur (laghi salati); Har-Us nuur, Har Nuur e Ajrag nuur (laghi d'acqua dolce), oltre a numerosi altri laghi minori. I principali fiumi che attraversano la regione sono: Hovd gol, Zavhan gol e Tės gol.
L'altitudine media varia dai 1153 m nella zona del lago Har-Us, ai 1028 m sul lago Hjargas, ai 759 m sul lago Uvs e fra i 948–1700 m nella depressione di Sharga, nella parte più meridionale dell'ecoregione.

## Flora
Le parti meno elevate delle montagne sono separate da ampie valli aride che digradano dolcemente verso fiumi e laghi. Le valli sono disseminate di saline, laghetti e piccole collinette. Dal pavimento delle valli spuntano qua e là affioramenti frastagliati. I laghi sono circondati da distese desertiche e semidesertiche con scarsa vegetazione e occasionali paludi salmastre. Le zone orientali del bacino sono ricoperte da grandi dune di sabbia.
La vegetazione del bacino è scarsa e caratterizzata soprattutto da semiarbusti, arbusti (specialmente di Caragana leucophloea) alti fino a 50 cm e alcune erbe (specialmente Stipa spp.). Vi prevalgono comunità di piante xerofile e, in alcuni punti, alofile, mentre una vegetazione azonale cresce nelle vallate fluviali più grandi e intorno ai laghi. Nel bacino sono state censite 554 specie appartenenti a 62 diverse famiglie, di cui 22 elencate nella Lista Rossa Mongola delle specie in estinzione e 13 endemiche dell'ecoregione.
Nelle regioni desertiche, dove la copertura vegetale varia, a seconda delle aree, tra il 3 e il 20%, prevale Anabasis brevifolia. Altre specie caratteristiche di tali zone sono Stipa caucasica e Ajania achilleoides. I versanti più bassi dei monti sono dominati da comunità di Caragana leucophloea. I semideserti (steppa desertica), che ricoprono la maggior parte del bacino dei Grandi laghi, presentano tre comunità di piante principali: Oxytropis aciphylla-Caragana leucophloea, Artemisia rutifolia-Caragana leucophloea e Amygdalus pedunculata-Caragana leucophloea. La copertura vegetale in queste comunità semidesertiche varia tra il 15 e il 50%. La comunità di Stipa splendens occupa la fascia di transizione tra il semideserto e i pascoli verdeggianti delle vallate fluviali. Questa comunità è spesso intervallata da arbusti (Caragana spinosa e Halimodendron halodendron). Nelle vallate fluviali, tra le comunità di Stipa splendens e i pascoli, fitte macchie di arbusti (Halimodendron halodendron e Caragana spinosa) formano spesso lunghe fasce. Le zone più elevate delle vallate fluviali e le aree attorno al'Har Us Nuur sono dominate da comunità dell'erba Leymus chinensis. Lungo i fiumi Khovd e Buyant, cespugli o alberi di Salix viminalis formano fitti boschetti, ormai in gran parte degradati. Vaste aree delle vallate fluviali e delle sponde dei laghi del bacino, infatti, sono state utilizzate, nel corso degli ultimi secoli, come zone di pascolo. Su queste terre degradate si è sviluppata una sorta di «prato» rasato, con Potentilla anserina come specie dominante. Le zone più basse di queste aree mostrano un'alta concentrazione di sale, dove regnano le specie alofile. Vaste aree lungo le sponde del lago Khar-Us sono ricoperte da canneti, dominati da Phragmites australis. La steppa desertica, con Nanophyton ssp., Salsola passerina e Artemisia frigida, è l'ambiente prevalente nel bacino del lago Uvs. Reaumuria soongarica e Anabasis spp. dominano le sponde del lago Hyargas, mentre lungo quelle del lago Shargyn la specie prevalente è Haloxylon ammodendron.

## Fauna
La fauna del bacino dei Grandi laghi è costituita soprattutto da specie adattate ad ambienti desertici o semidesertici e a zone umide. Tra i roditori caratteristici del bacino figurano il gerbillo della Mongolia (Meriones unguiculatus), il gerboa tridattilo settentrionale (Dipus sagitta), il citello dalle guance rosse (Spermophilus erythrogenys) e il criceto di Roborovski (Phodopus roborovskii). Le regioni montuose sono abitate dall'argali (Ovis ammon) e dallo stambecco siberiano (Capra sibirica), i canneti attorno al lago Khar-Us dal cinghiale (Sus scrofa) e le steppe di pianura dalla gazzella della Mongolia (Procapra gutturosa) e dalla gazzella gozzuta (Gazella subgutturosa). Tra i predatori si trovano qui il lupo (Canis lupus), la volpe rossa (Vulpes vulpes), la volpe corsac (V. corsac), il gatto di Pallas (Otocolobus manul), la donnola degli Altai (Mustela altaica), l'ermellino (Mustela erminea), la puzzola delle steppe (Mustela eversmanii) e la faina (Martes foina). Le sponde dei laghi e le zone umide sono di fondamentale importanza per uccelli acquatici come il pellicano riccio (Pelecanus crispus), la spatola eurasiatica (Platalea leucorodia), il cigno selvatico (Cygnus cygnus)), l'oca cigno (Anser cygnoides), il gobbo rugginoso (Oxyura leucocephala), il cormorano comune (Phalacrocorax carbo), l'oca selvatica (Anser anser), la casarca comune (Tadorna ferruginea), il germano reale (Anas platyrhynchos), la folaga comune (Fulica atra) e tutta una varietà di specie migratrici. Il nibbio bruno (Milvus migrans) e la monachella del deserto (Oenanthe deserti) sono diffusi in tutta l'ecoregione, mentre nei pressi delle aree urbane è presente il passero europeo (Passer domesticus).
Tra i rettili più comuni della regione ricordiamo Phrynocephalus versicolor, Elaphe dione e Gloydius halys, mentre tra i pesci che vivono in laghi e fiumi vi sono Oreoleucicus potanini, Thymallus brevirostris, Coregonus peled, Thymallus arcticus, Barbatula toni e Triplophysa strauchii.
I gruppi di insetti (ad esempio ortotteri, omotteri, tenebrionidi, meloidi, curculionidi e scarabeidi) che si sono adattati perfettamente all'arida steppa desertica sono strettamente associati a piante come Caragana spp. e Artemisia spp., quelle prevalenti nel bacino.
Nell'ecoregione si trovano alcuni degli ultimi canneti di vaste dimensioni dell'intera Asia centrale, e il netto contrasto tra la steppa desertica semiarida e le varie zone umide della regione fa del bacino un ambiente unico. Qui sono protette alcune specie minacciate su scala globale, come una delle uniche due popolazioni rimaste di saiga della Mongolia (Saiga tatarica mongolica), il pellicano riccio (Pelecanus crispus) e il leopardo delle nevi (Panthera uncia).

## Conservazione
Lo stato di conservazione della regione è considerato vulnerabile. I maggiori pericoli vengono dalla crescita della popolazione, la deforestazione delle aree costiere e i piani di sviluppo idroelettrico. Inoltre negli anni novanta la trasformazione della Mongolia in un'economia di mercato ha comportato un grande incremento dell'allevamento di bestiame, che ha portato ad un eccessivo consumo dei pascoli e ad una potenziale desertificazione delle aree vulnerabili.
Nella regione sono presenti diverse aree protette.
- Bacino di Uvs Nuur, dichiarato riserva della biosfera nel 1997,[3] e Patrimonio dell'umanità dell'UNESCO nel 2003;
- Parco nazionale di Khar Us Nuur, stabilito nel 1997, e poi designato sito Ramsar nel 1999;[4]
- Parco nazionale di Khyargas Nuur, stabilito nel 2000 intorno al lago omonimo.[5]